# Шахба
Шахба (араб. شَهْبَا‎ / ALA-LC : Shahbā) — город, расположенный в 87 км к югу от Дамаска в Эль-Друз в провинции Эс-Сувайда в Сирии. В период Римской империи город располагался в римской провинции Аравия Петрейская. В поздней античности назывался Филиппополь (Аравийский). Город был резиденцией епископства, которая и сейчас остается титульным латинским престолом.

## История

### Римская история

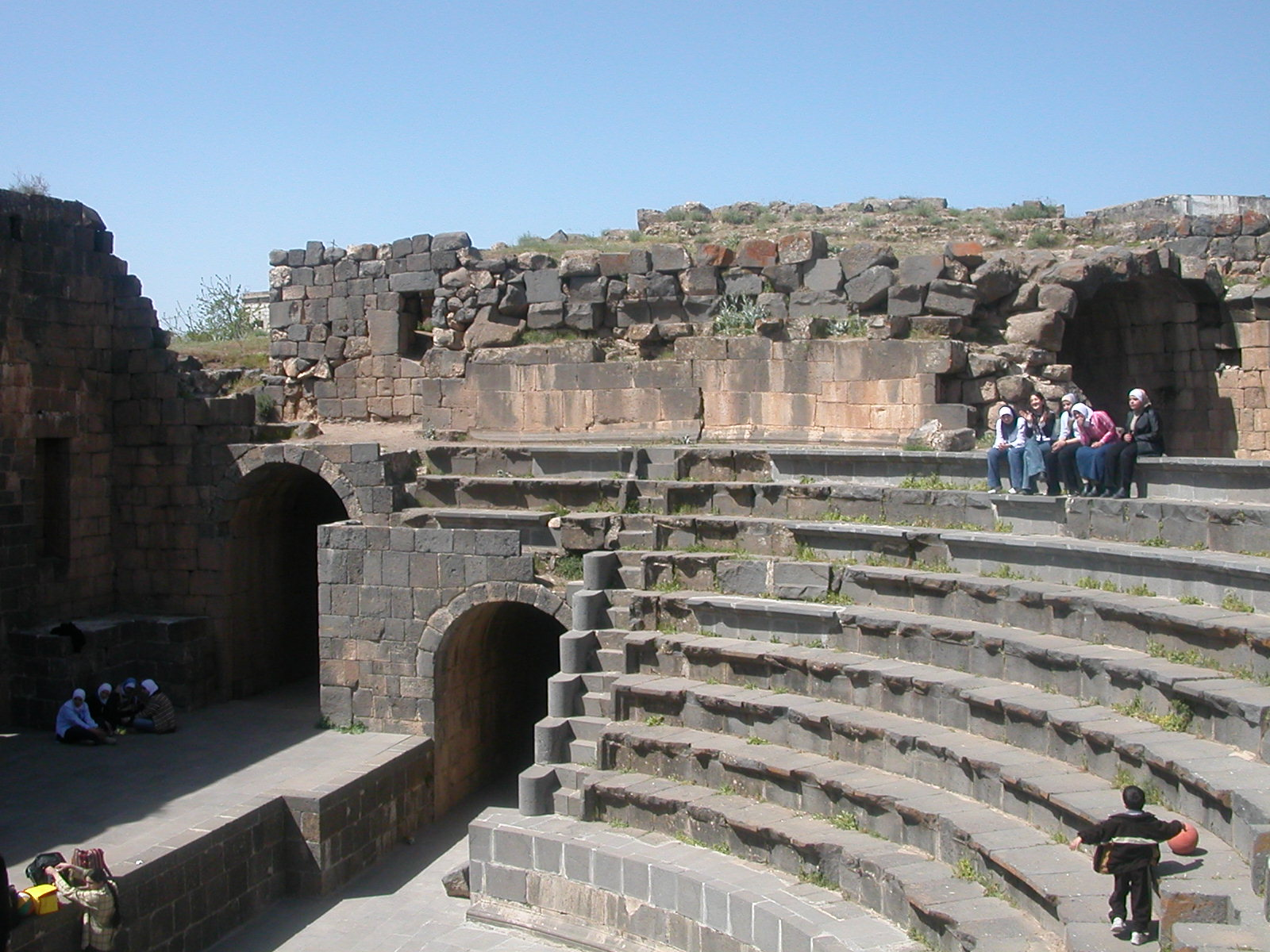
Римский театр в Шахбе

Шахба являлась поселением-оазисом, родной деревней римского императора Филиппа I Араба. После того, как Филипп стал императором в 244 году н. э., он занялся восстановлением небольшого деревенского сообщества в качестве римской колонии . Поселение, до перестройки его в римский город, было настолько незначительным, что исследователи заявляют, что город можно считать построенным на девственной земле, что делает его последним из римских городов, основанных на Востоке.

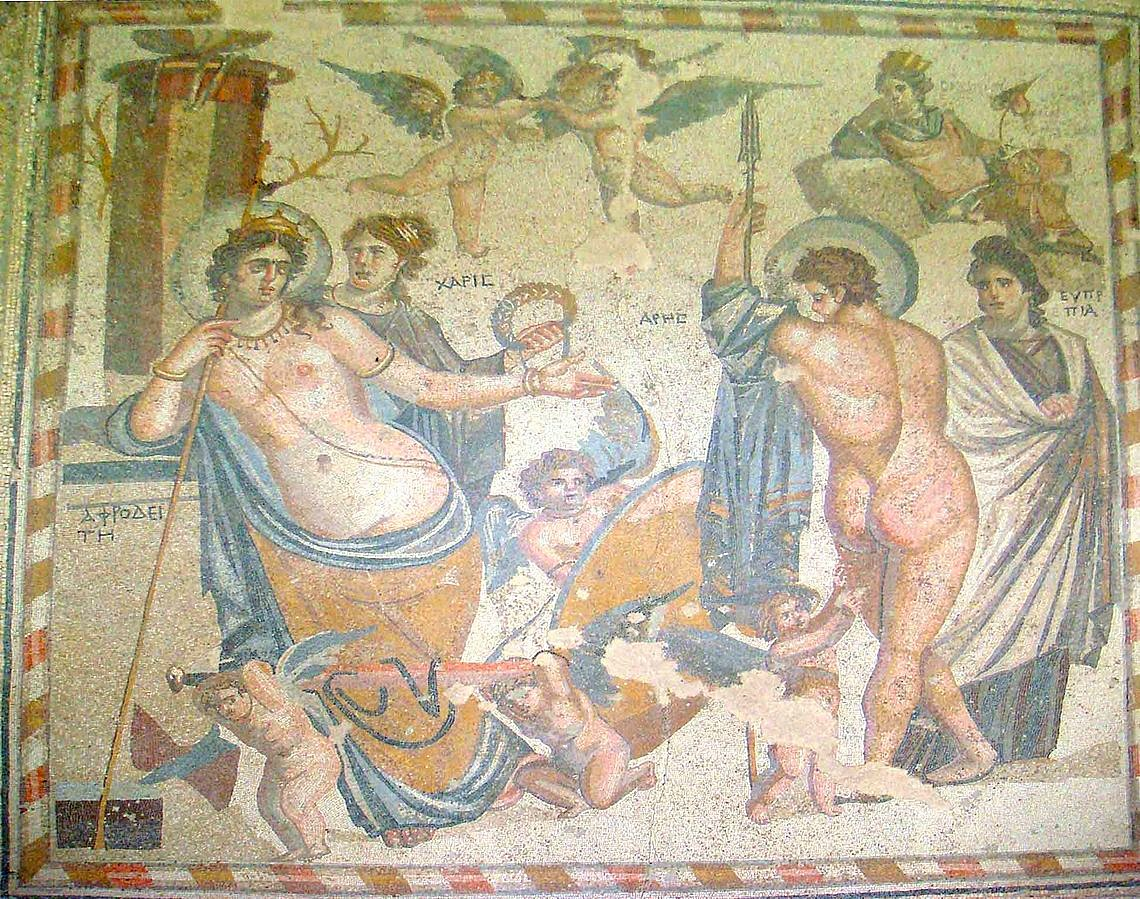
Мозаика из Шахбы с изображением Афродиты и Ареса

Город был переименован в Филиппополис (название с омонимами) в честь императора, который, как говорят, хотел превратить свой родной город в точную копию самого Рима. Шестиугольный храм и святилище в местном стиле под открытым небом, называемое калибе, триумфальная арка, термы, театр, облицованный базальтовыми блоками, базилика и Филиппион, окруженный большой стеной с церемониальными воротами были спланированы и построены в соответствии с планом типичного римского города.
Архитектура общественных зданий сформировала то, что автор Артур Сигал назвал своего рода «импортированным фасадом». В остальном городская архитектура была скромной и народной. Строительство города так и не было завершено, по причине смерти Филиппа в 249 году.
Новый город следовал самому обычному римскому плану с квартальной застройкой, с главной улицей Кардо Максимус пересекающей улицу Декуманус Максимус под прямым углом в районе центра города. Небольшие улицы были образованы инсулами.

### Османское правление и позже
В 1596 году Шахба появилась в османских налоговых реестрах как Сахба и была частью нахии Бани Миглад в Хауран Санджак. В нём проживало полностью мусульманское население, состоящее из 8 домашних хозяйств и 3 холостяков, которые платили фиксированную ставку налога в размере 40 % на пшеницу, ячмень, яровые культуры, коз и /или ульи; в общей сложности 5050 акче.
Поскольку город находился далеко от населенных пунктов, для строительства которых требовался ограненный камень, и, возможно, его добывали его из заброшенных мест в Филиппополе, в Шахбе хорошо сохранились руины древнего римского города.

### Современная эра

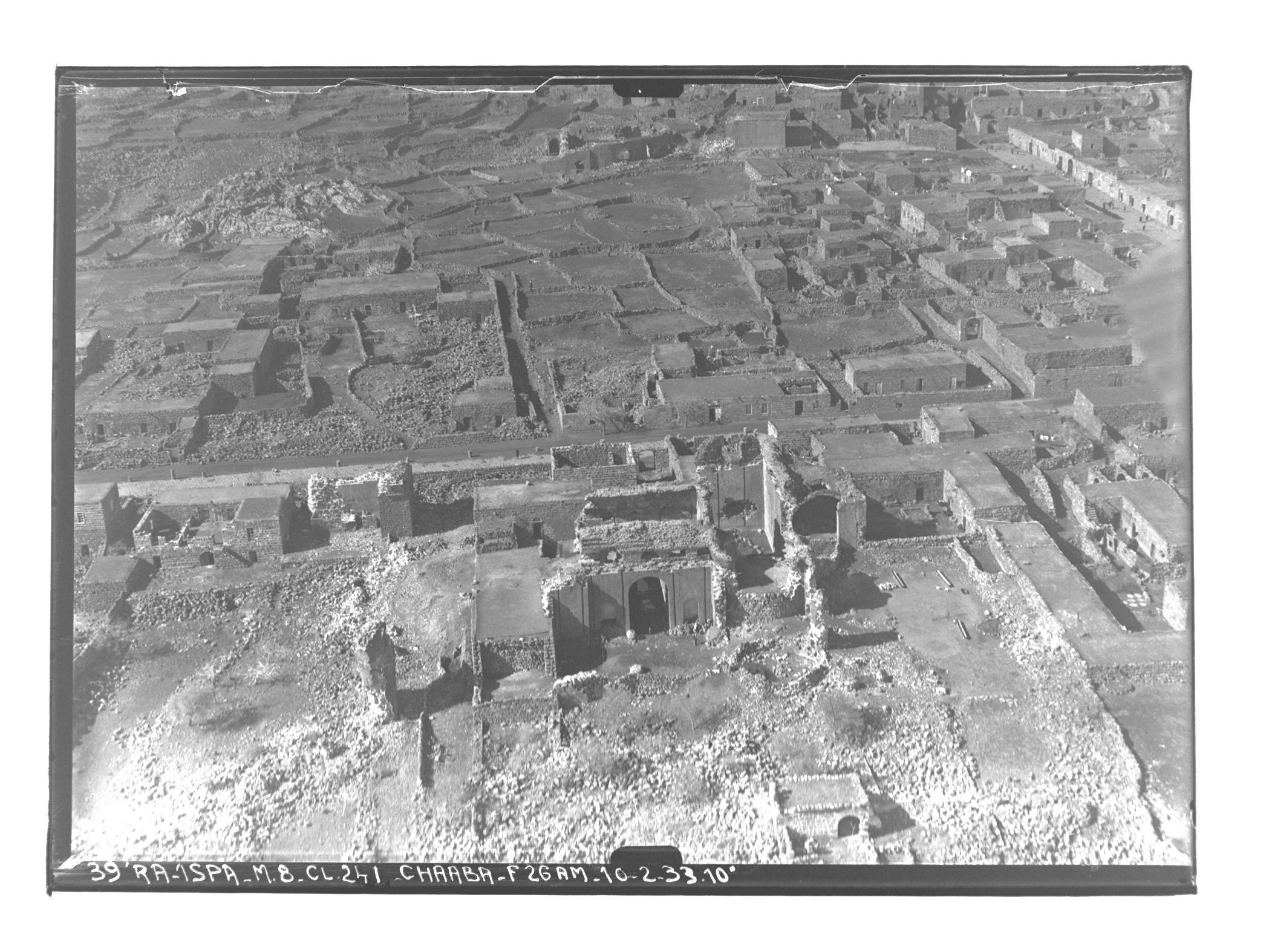
Вид с воздуха в 1933 году.

В XVIII веке в эту местность переселились друзы. Христианское присутствие ощущается в городе и по сей день.
В музее, расположенном в городе, можно увидеть прекрасные образцы римской мозаики . Особенно богатая иконография образной мозаики на тему «Слава Земли», обнаруженная в 1952 году в так называемом «Maison Aoua», сегодня хранится в музее Дамаска и оказалась богатым источником для иконописцев. Неподалёку находится относительно хорошо сохранившийся римский мост в Нимрехе.

## Церковная история
Около 300 года город стал суфраганской епархией митрополита архиепископа Бостра (ныне Босра), столицы римской провинции Аравии Петрейской, находящейся под властью Антиохийского Патриархата. В таком качестве он упоминается в византийском Notitiae Episcopatuum VI века.
Исторически задокументированы два епископа:
- Хормисдас вмешался в Халкидонский собор в 451 году.
- Василий, упоминание относится к 553 году.

Около 1000 года, при мусульманском владычестве в городе существовала титульная католическая кафедра, которая была запрещена как действующий престол, но номинально сохранена (или позже восстановлена) как Latin Titular епископства Филиппополя / Filippopoli Куриатский; в 1926 году переименован в Филиппополи д’Аравия). В 1933 году он был переименован в Филиппополис в Аравии (не следует путать с Филиппополисом во Фракии — ныне болгарский Пловдив).
Она пустует в течение десятилетий, имея следующих должностных лиц, в основном соответствующих епископальному (самого низшему) сану, за исключением архиепископов:
- Титулярный архиепископ: Анри де Виллар (1652—1663.05.27) как коадъютор-архиепископ Вены (Франция) (1652—1663.05.27); следующий преуспел как митрополит архиепископ Венский (1663.05.27 — смерть 1693.12.27)
- Трояно Аквавива д’Арагона (1729.04.18 — 1730.08.14) как префект префектуры Святых Апостольских дворцов (1729.07.06 — ?); позже назначен титулярным архиепископом Ларисским (1730.08.14 — 1732.10.01), назначен кардиналом-священником св. Кирико е Giulitta (1732.11.17 — 1733.01.19), передан кардинал-жрец С. Сесилия (1733.01.19 — 1747.03.20 смерти), митрополит архиепископ Monreale (Сицилия, Италия) (1739.05.04 — 1747.03.20), Камерленго Священной коллегии кардиналов (1744.02.03 — ушел в отставку 1745.01.25)
- Джованни Баттиста Джампе (1740.12.19 — 1764.05.10), без действительной прелатуры
- Хосе Томас Мазарраса-и-Ривас (1885.02.21 — смерть 1907.03.11) в качестве апостольского администратора епархии Сьюдад-Родриго (Испания) (1885.03.27 — 1907.03.11)
- Джордж Готье (1912.06.28 — 1923.04.05) в качестве вспомогательного епископа Архиепархии Монреаля (Квебек, Канада) (1912.06.28 — 1923.04.05) и Апостольского администратора Монреаля (1921.10.18 — 1939.09.20); затем назначен титулярным архиепископом Фароны (1923.04.05 — 1939.09.20) в качестве коадъютора архиепископа Монреаля (1923.04.05 — 1939.09.20), сменив митрополит-архиепископ Монреаля (1939.09.20 — смерть 1940.08.31)
- Титулярный архиепископ: Игнаций Мария Дубовский (литовский) (1925.06.01 — смерть 1953.03.10) как заслуженный (и продвижение по службе); ранее Апостольский администратор Каменец-Подольской епархии (Украина) (1916.10.16 — 1918) и епископ Луцкий и Житомирский (Украина) (1916.10.16 — 1925.06.01)
- Антонио Равальи (1955.07.04 — 1960.08.30) как коадъютор епископ Ларино (Италия) (1955.07.04 — 1959) и как коадъютор епископ Модильяны (Италия) (1959—1960.08.30); затем преуспел в качестве епископа Модильяны (1960.08.30 — 1970.04.30), а также вспомогательного епископа Фаэнцы (Италия) (1967—1970.04.30), затем титулярного епископа Монтекорвино (1970.04.30 — 1981.12.14) в качестве вспомогательного епископа Архиепископия Флоренции (Флоренция, Италия) (1970.04.30 — смерть 1981.12.14)
- Джованни Коломбо (1960.10.25 — 1963.08.10) в качестве вспомогательного епископа Милана (Милан, Италия) (1960.10.25 — 1963.08.10); затем его сменил митрополит архиепископ Миланский (1963.08.10 — отставка 1979.12.29), назначил кардиналом-священником св. Сильвестро и Мартино аи Монти (1965.02.25 — смерть 1992.05.20).

## Климат
В Шахбе холодный полузасушливый климат (классификация климатов Кеппена BSk).